# Azorella lycopodioides
Azorella lycopodioides är en flockblommig växtart som beskrevs av Charles Gaudichaud-Beaupré. Azorella lycopodioides ingår i släktet Azorella och familjen flockblommiga växter. Inga underarter finns listade i Catalogue of Life.